# 四月二十五日广场 (里斯本)
四月二十五日广场（Praça 25 de Abril）是里斯本的一个广场，位于Marvila堂区，纪念1974年4月25日的康乃馨革命。广场于1999年4月25日开幕，在那场革命之后整整25年。在广场中心的当代艺术雕像，是何塞·吉马良斯的作品，纪念里斯本的建设者。颜色为红色和绿色，是葡萄牙国旗的颜色。有评论家将其解释为一个女性斜倚在塔霍河上。

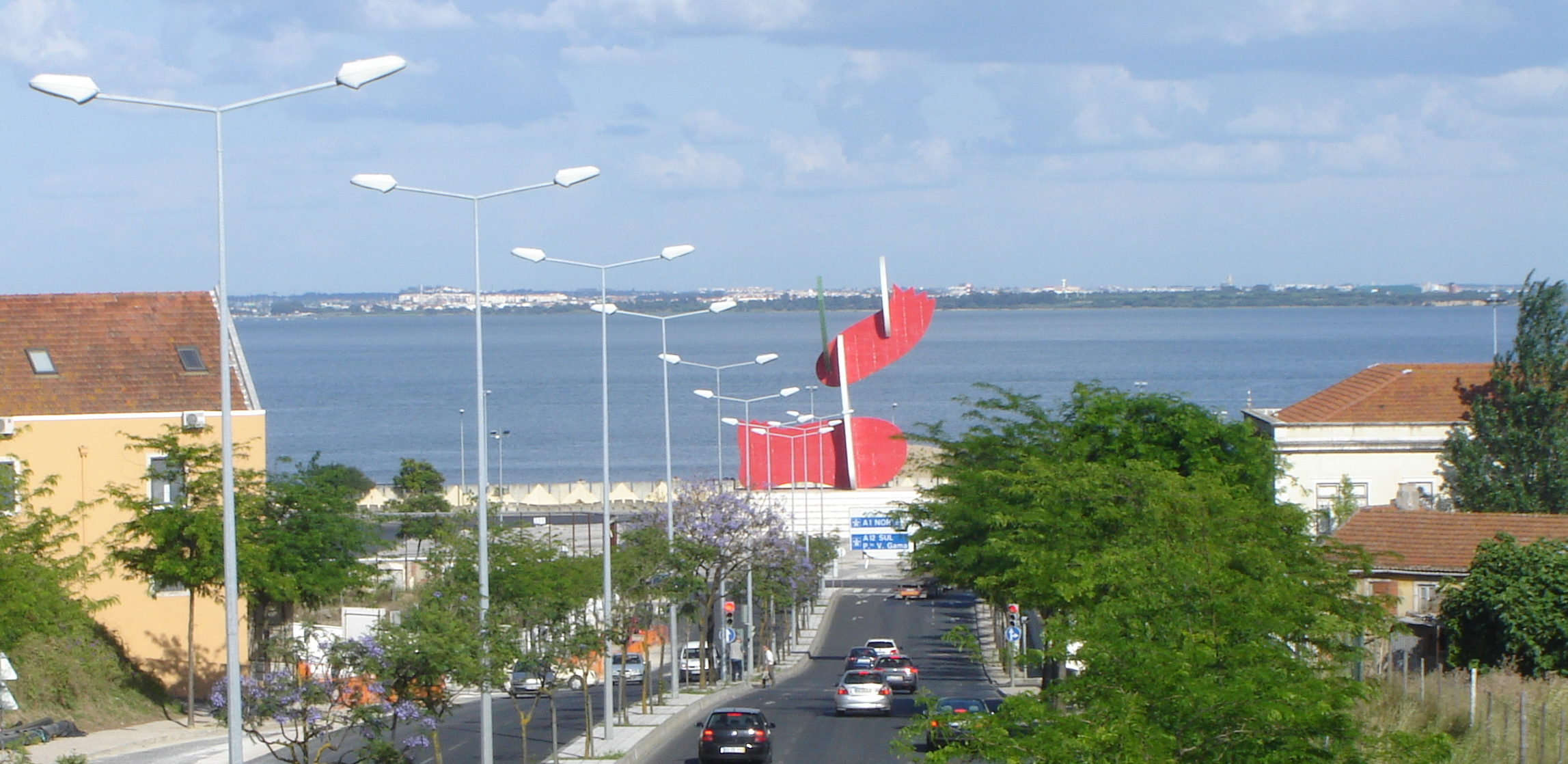